# Anna Michajlovna Nikulina
Anna Michajlovna Nikulina (in russo Анна Михайловна Никулина?; Mosca, 23 marzo 1985) è una danzatrice russa, prima ballerina del Balletto Bol'šoj dal 2015.

## Biografia
Anna Nikulina è stata scritturata dal Balletto Bol'šoj nel 2002, subito dopo essersi diplomata presso l'Accademia statale di coreografia di Mosca. Due anni più tardi la diciannovenne Nikulina ha danzato nel suo primo ruolo da protagonista al Teatro Bol'šoj, quello di Odette e Odile ne Il lago dei cigni. Nel 2015 è stata proclamata prima ballerina della compagnia.
Il suo vasto repertorio con il Bol'šoj include alcuni dei maggiori ruoli femminili, tra cui Aurora ne La bella addormentata, Medora ne Le Corsaire, Giulietta nel Romeo e Giulietta, Kitri nel Don Chisciotte, Adeline ne Fiamme di Parigi,  Hermione in The Winter's Tale di Christopher Wheeldon e l'eponima protagonista nella Giselle di Aleksej Ratmanskij.
Nel 2018 ha danzato il duplice ruolo di Odette e Odile ne Il lago dei cigni al Teatro dell'Opera di Roma. Nello stesso anno è stata insignita del titolo di Artista benemerita della Federazione Russa.